# La Granja (Chile)
La Granja é uma das 32 comunas que compõem a cidade de Santiago, capital do Chile.
A comuna limita-se: a norte com San Joaquín; a leste com La Florida; a sul com La Pintana; a oeste com San Ramón.